# 824
| [ Edytuj tabelę ]          |                                               |
| Hrabia Aragonii            | - 809 Aznar I 839                             |
| Król Asturii               | - 791 Alfons II 842                           |
| Hrabia Barcelony           | - 820 Rampó 826                               |
| Cesarz Bizancjum           | - 820 Michał II Amoryjczyk 829                |
| Chan Bułgarii              | - 814 Omurtag 831                             |
| Cesarz Chin                | - 821 Tang Muzong 824 - 824 Tang Jingzong 826 |
| Król Franków wschodnich    | - 814 Ludwik I Pobożny 840                    |
| Cesarz Japonii             | - 823 Junna 833                               |
| Władca Jutlandii           | - 812 Harald Klak 827                         |
| Kalif                      | - 813 Al-Mamun 833                            |
| Król Khmerów               | - 802 Dżajawarman II 850                      |
| Patriarcha Konstantynopola | - 821 Antoni I Kassimates 836                 |
| Król Mercji                | - 823 Beornwulf 825                           |
| Król Nawarry               | - 824 Inigo Arista 851                        |
| Król Nortumbrii            | - 808 Eanred 840                              |
| Książę Obodrzyców          | - 819 Czedróg 826                             |
| Papież                     | - 817 Paschalis I 824 - 824 Eugeniusz II 827  |
| Cesarz rzymski             | - 814 Ludwik I Pobożny 840 - 817 Lotar I 855  |
| Doża Wenecji               | - 809 Angelo Partecipazio 827                 |
| Książę wielkomorawski      | - 820 Mojmir I 846                            |

Rok 824 / DCCCXXIV
stulecia: VIII wiek ~
IX wiek ~
X wiek

lata: 814 «
819 «
820 «
821 «
822 «
823 «
824
» 825
» 826
» 827
» 828
» 829
» 834

## Wydarzenia
Europa
- 6 czerwca – Eugeniusz II został papieżem.
- Frankoński współcesarz Lotar I wydał ustawę Constitutio Romana, która ustanowiła zwierzchność cesarza nad papieżem i w praktyce dawała mu prawo do mianowania papieża.
- Powstanie królestwa Nawarry, drugiego niezależnego od Arabów królestwa na Półwyspie Iberyjskim.

Azja
- Powstał koreański klasztor buddyjski Sŏgnam sa.

## Urodzili się
- Chisŏn Tohŏn, koreański mistrz sŏn (jap. zen) (zm. 882)

## Zmarli
- Cuiwei Wuxue, chiński mistrz chan z tradycji południowej szkoły chan (ur. 739)
- Niaoke Daolin, chiński mistrz chan ze szkoły niutou (ur. 741)
- Tomasz Słowianin, samozwańczy cesarz bizantyjski; zabity (lub w 823)